# قاضی ارشد کانادا
قاضی ارشد کانادا مانند هشت قاضی معمولی دیگر در ديوان عالی کانادا، توسط فرماندار شورا (در عمل توسط فرماندار کل کانادا و بر مبنای توصیه کابینه) انتخاب می‌شود. تمام نه قاضی از بین قاضی‌های مشغول به کار یا وکیل‌هایی انتخاب می‌شوند که حداقل ده سال سابقه کار در دادگاه‌های یک استان یا قلمرو را داشته باشند. قاضی ارشد قبل از اینکه به سوگندنامه مقام خود متعهد شود، توسط یکی از اعضای شورای مشاوران شخصی ملکه برای کانادا سوگند داده می‌شود.